# Локални пут
Локални пут је јавни пут који повезује територије две општине, или насељена места на подручју општине. Локални пут је значајан за саобраћајну повезаност насеља унутар општине. Изградњу и одржавање локалних путева врши општина на чијој се територији налази локални пут.